# Łomo

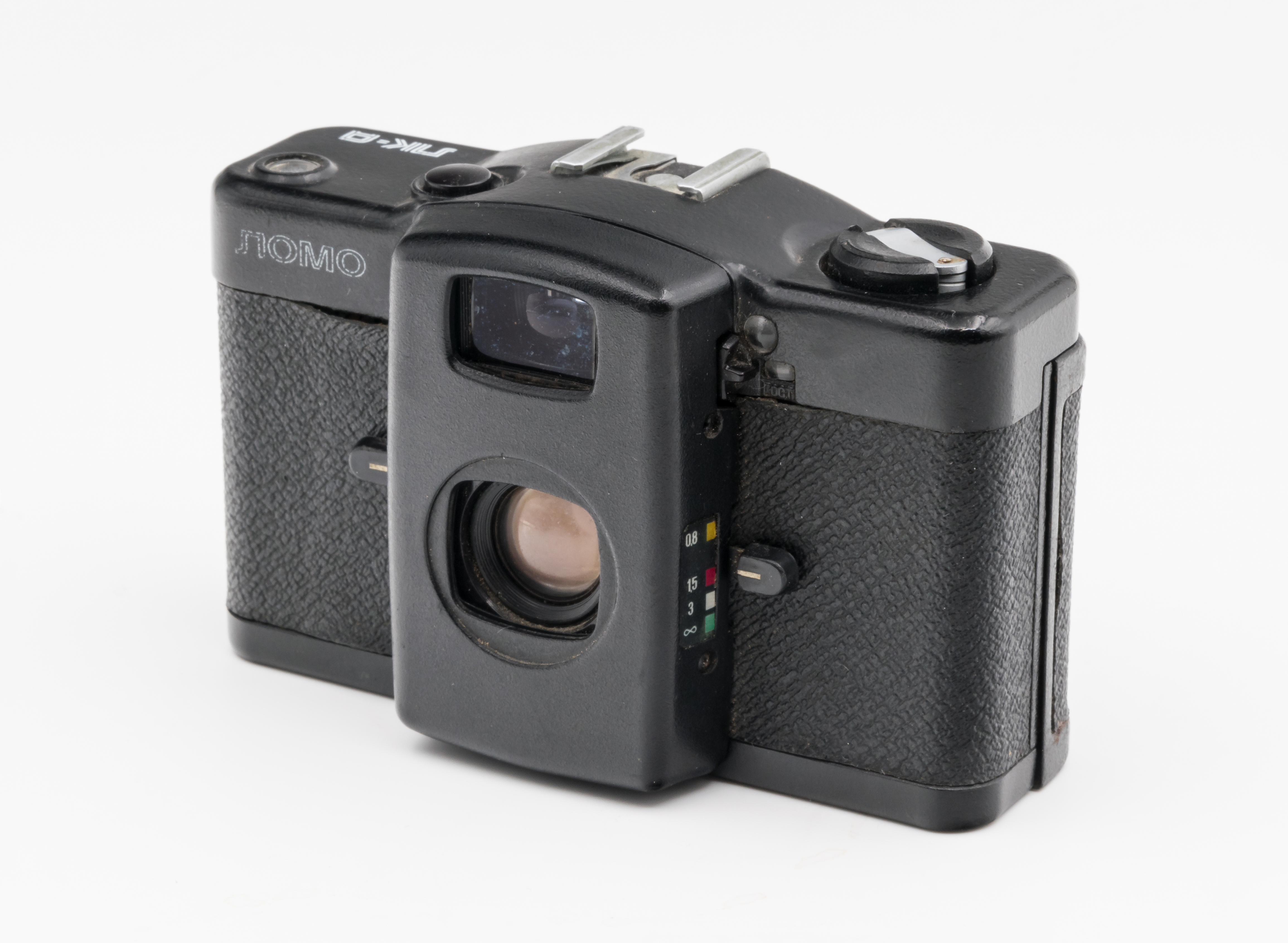
Aparat fotograficzny Łomo ŁK-A produkowany przez przedsiębiorstwo

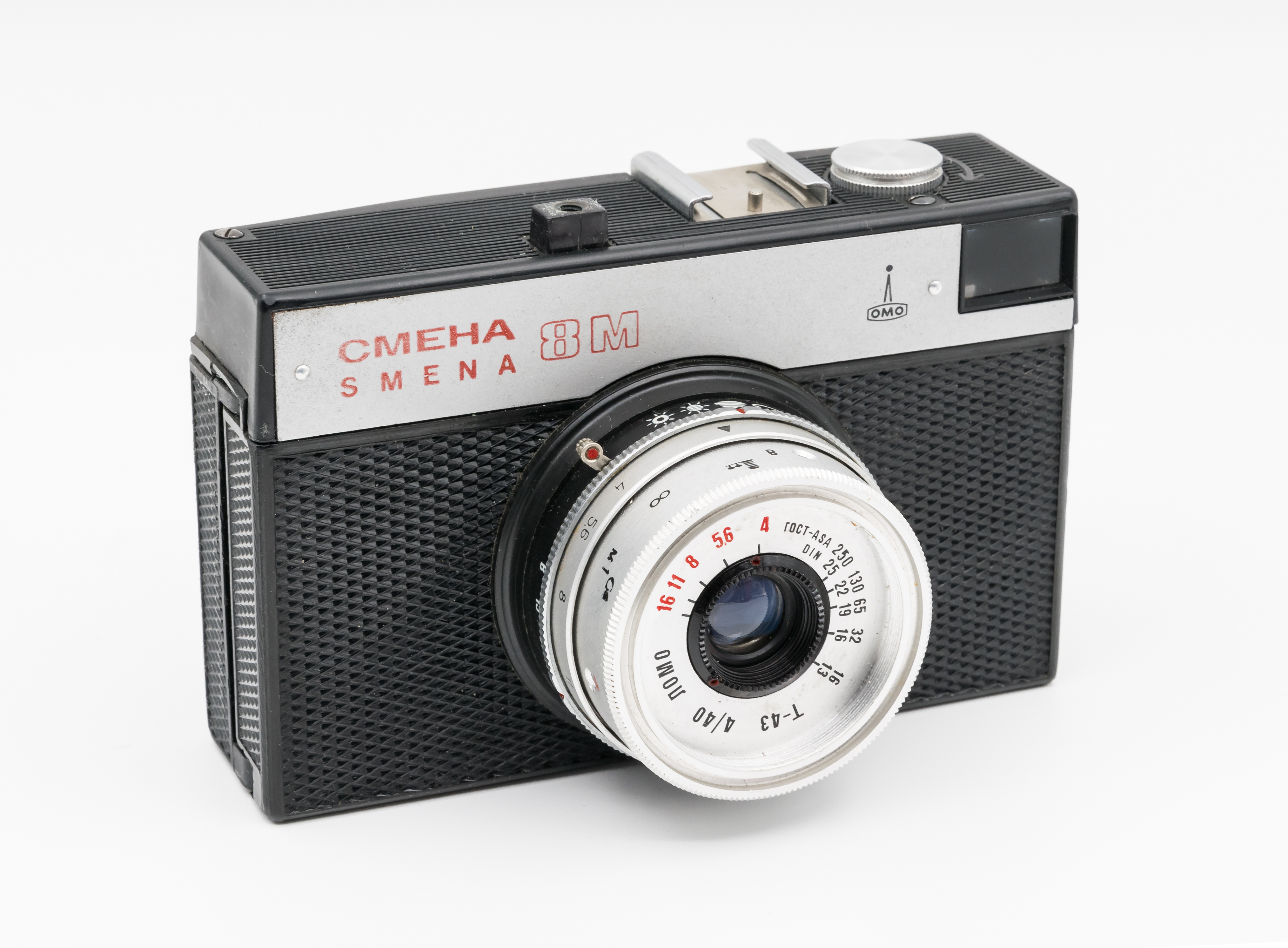
Aparat fotograficzny Smiena 8M

Łomo (ОАО «ЛОМО́») – Leningradzkie zjednoczenie optyczno-mechaniczne im. W. I. Lenina, rosyjska kompania, zajmująca się produkcją instrumentów optyczno-mechanicznych i optyczno-elektronicznych w ZSRR i Rosji. Jedno z najstarszych i największych sowieckich optyczno- mechanicznych przedsiębiorstw, trzykrotnie odznaczone nagrodą Lenina. W czasach sowieckich w ŁOMO i powiązanych z nim przedsiębiorstwach pracowało ponad 100 tys. ludzi. Dziś w pełni sprywatyzowane, działalnością produkcyjną praktycznie się nie zajmuje. Przetrwała produkcja w minimalnym wymiarze pojedynczych instrumentów optycznych i osprzętu.

## Historia
Przedsiębiorstwo rozpoczęło swoją działalność w 1924 roku jako «Towarzystwo Zakładów Optyczno-Mechanicznych» (ros. ТОМП /TOMP/), w której skład wchodziło kilka niewielkich zakładów i manufaktur.
29 grudnia 1929 roku decyzją Rady Pracy i Obrony ZSRR, TOMP został zreorganizowany i w jego skład weszły Izumskie i Leningradzkie zakłady obróbki szkła optycznego, a także Nowosybirski Zakład Mechaniki Precyzyjnej. To nowe zjednoczenie Otrzymało nazwę «Ogólnozwiązkowe Towarzystwo Zakładów Optyczno-Mechanicznych» (ros. ВТОМП /WTOMP/). W 1930 roku WTOMP znów zmienił nazwę na «Ogólnozwiązkowe Zjednoczenie Przemysłu Optyczno-Mechanicznego» (ros. ВООМП /WOOMP/). W tym właśnie 1930 roku przedsiębiorstwo zostało znów przemianowane na «Państwowy Zakład Optyczno-Mechaniczny» (ros. ГОМЗ /GOMZ/).
Od 1962 roku — funkcjonowało jako «Leningradzkie Zjednoczenie Optyczno-Mechaniczne» (ros. ЛОМО /ŁOMO/). Od momentu powstania ŁOMO w jego skład weszły:
- «KINAP» («КИНАП») (osprzęt kinematograficzny)
- «Progres» («Прогресс») (produkcja wojskowa np. celowniki)
- «Eksperymentalny Zakład Optyczno-Mechaniczny» (ros. ООМЗ /OOMZ/)
- inne przedsiębiorstwa

W latach 1962–1965 zakład nazywał się ŁOOMP «ЛООМП» (Leningradzkie Zjednoczenie Przedsiębiorstw Optyczno-Mechanicznych).
W 1993 roku ŁOMO zostało sprywatyzowane i zyskało nazwę ŁOMO S.A. (ОАО «ЛОМО»), właścicielami którego stało się ponad 16 tys. akcjonariuszy. Obecnie w spółce ŁOMO pracuje 3,5 tys. pracowników.

## Produkcja
- Teleskop BTA
- Koło południkowe APM-4
- RТТ-150
- Aparaty Fotograficzne ŁOMO (m.in. Łomo ŁK-A, Smiena 8M)
- Mikroskopy:

1. Uniwersalne Mikroskopy Pomiarowe (UIM-21, UIM-23, UIM-29…)
2. Mikroskop metalograficzny (МЕТАМ)
3. Medyczne/Biologiczne (BIOLAM, MIKMED-5, MIKMED-6)

- Magnetowidy
- Projektory serii 23KPK
- Systemy optyczne satelitów
- Amatorskie kamery filmowe: «Aurora», «Lantan», «Newa», «Łada», «Sport», «ŁOMO» i pokrewne.
- Głowice bojowe rakiet różnych klas
- Systemy kontroli ognia rakiet
- Noktowizory («Elf», «Elf-1»)
- Celowniki optyczne («Mowgli», «PO-4×31»)